# USRC Richard Rush (1874)
Pour les autres navires du même nom, voir USRC Richard Rush.
L’USRC Richard Rush est un cotre de classe Dexter de l'United States Revenue Cutter Service.

## Histoire
Le Rush est construit par l'Atlantic Iron Works à Boston, lancé le 14 mars 1874 et mis en service le 21 juillet de la même année. L'aménagement est achevé à New York et le 15 septembre, le cotre part pour San Francisco, où il arrive le 8 janvier 1875 après avoir contourné le cap Horn. Parmi les membres d'équipage se trouve alors le premier lieutenant Michael A. Healy. Healy prend le commandement du Rush en 1881.
De 1877 à 1881, le Rush effectue quatre croisières dans les eaux de l'Alaska. Par la suite, le cotre est basé à Port Townsend. En 1882, le Rush est à San Francisco où la corvette de la Royal Navy HMS Comus embarque à son bord le marquis de Lorne, gouverneur général du Canada, et son épouse la princesse Louise, fille de la reine Victoria, pour leur voyage à Victoria, en Colombie-Britannique. Une lettre anonyme menace le navire britannique de destruction si le couple monte à bord, mais les recherches menées par l'équipage du Richard Rush ne donnent rien et le Comus est escorté au large par le cotre américain.
Le 31 août 1885, le cotre est mis hors service et la coque et autres accessoires vendus. Les machines sont utilisées dans la construction de l'USRC Rush, un plus gros cotre, achevé le 10 novembre 1885.